# Eurovision Song Contest 1988
Eurovision Song Contest 1988 blev afholdt d. 30. april i RDS Simmonscourt Pavilion i Irlands hovedstad Dublin. Årets værter var Pat Kenny og Michelle Rocca. Cypern havde valgt en sang, der blot var en opdateret version af et af bidragene ved den nationale finale i 1984, og blev derfor diskvalificeret.

## Deltagere og resultater
| Sang nr. | Land           | Solist                 | Sang                       | Plads | Point |
| -------- | -------------- | ---------------------- | -------------------------- | ----- | ----- |
| 1        | Island         | Beathoven              | Sókrates                   | 16    | 20    |
| 2        | Sverige        | Tommy Körberg          | Stad i ljus                | 12    | 52    |
| 3        | Finland        | Boulevard              | Nauravat silmät muistetaan | 20    | 3     |
| 4        | Storbritannien | Scott Fitzgerald       | Go                         | 2     | 136   |
| 5        | Tyrkiet        | MFO                    | Sufi                       | 15    | 37    |
| 6        | Spanien        | La Decada              | La chica que yo quiero     | 11    | 58    |
| 7        | Holland        | Gerard Joling          | Shangri-La                 | 9     | 70    |
| 8        | Israel         | Yardena Arazi          | Ben Adam                   | 7     | 85    |
| 9        | Schweiz        | Celine Dion            | Ne partez pas sans moi     | 1     | 137   |
| 10       | Irland         | Jump the Gun           | Take Him Home              | 8     | 79    |
| 11       | Vesttyskland   | Maxi & Chris Garden    | Lied für einen Freund      | 14    | 48    |
| 12       | Østrig         | Wilfried               | Lisa Mona Lisa             | 21    | 0     |
| 13       | Danmark        | Hot Eyes               | Ka' du se hva' jeg sa'     | 3     | 92    |
| 14       | Grækenland     | Afrodite Fryda & Choir | Clown                      | 17    | 10    |
| 15       | Norge          | Karoline Krüger        | For vår jord               | 5     | 88    |
| 16       | Belgien        | Reynaert               | Laissez briller le soleil  | 18    | 5     |
| 17       | Luxembourg     | Lara Fabian            | Croire                     | 4     | 90    |
| 18       | Italien        | Luca Barbarossa        | Ti scrivo                  | 12    | 52    |
| 19       | Frankrig       | Gérard Lenorman        | Chanteur de charme         | 10    | 64    |
| 20       | Portugal       | Dora                   | Voltarei                   | 18    | 5     |
| 21       | Jugoslavien    | Srebrna Krila          | Mangup                     | 6     | 87    |